# 映像版『バンドBについて』第一巻
『映像版『バンドBについて』第一巻』（えいぞうばん バンドビーについて だいいっかん）は、Base Ball Bearの1枚目のミュージックビデオ集。

## 解説
- バンド初のミュージックビデオ集。
- メンバーによる『福音声』(副音声のこと)付き。
- エンドロールでは、当時未発表曲であった「若者のゆくえ」が使用された。この曲は後に『LOVE MATHEMATICS』(但し「弦楽グラデュエーションver.」として収録)『バンドBのベスト』(オリジナルバージョン)に収録されている。

## 収録内容
1. CRAZY FOR YOUの季節
2. GIRL FRIEND
  - このミニアルバムのCD-EXTRAに収録されているMVとでは、エンディング付近の編集が2箇所異なっている。
3. ELECTRIC SUMMER
4. STAND BY ME
5. 祭りのあと
6. 抱きしめたい
7. ドラマチック
8. 真夏の条件
9. 愛してる
10. 17才